# Mármol pentélico

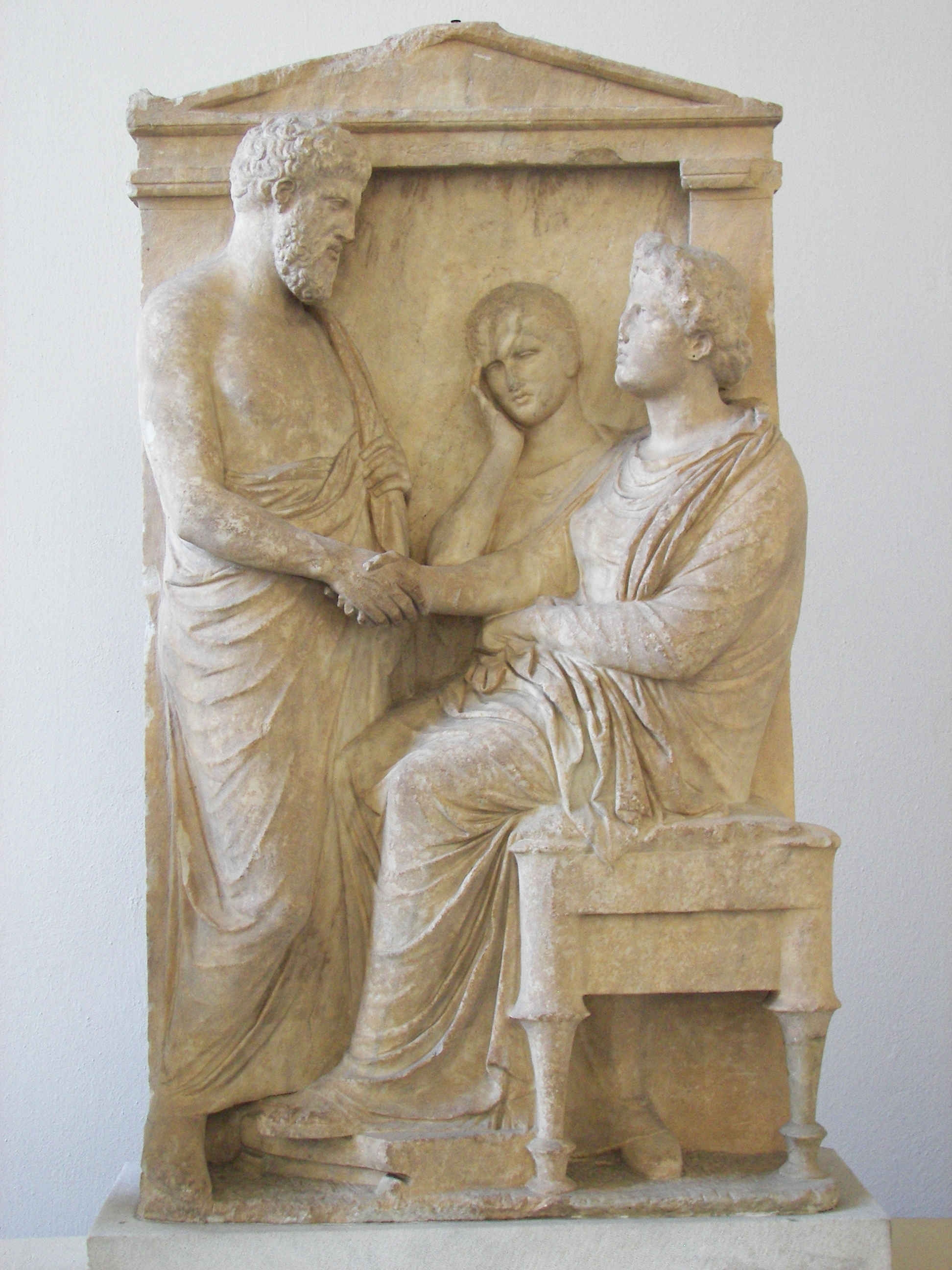
Relieve de Thraseas y Euandria, mediados del.

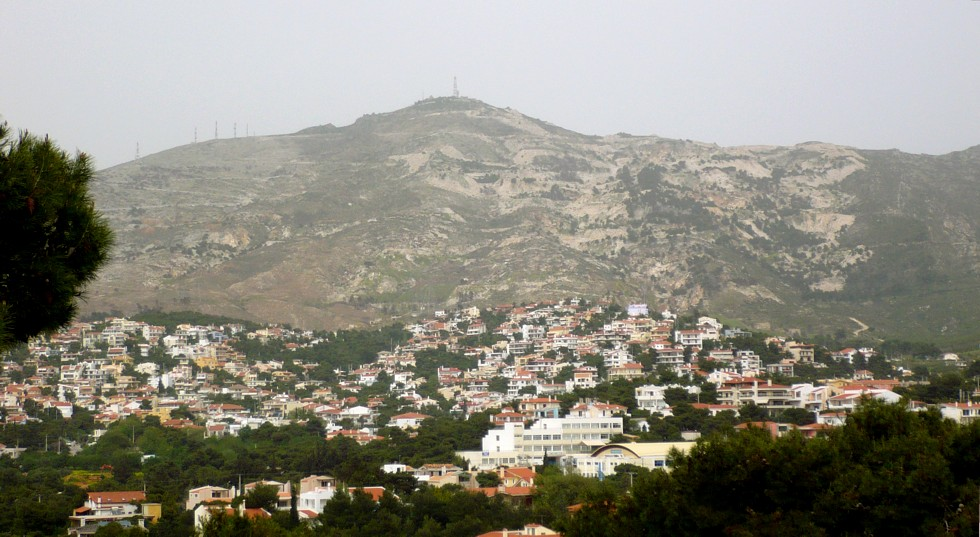
El monte Pentélico.

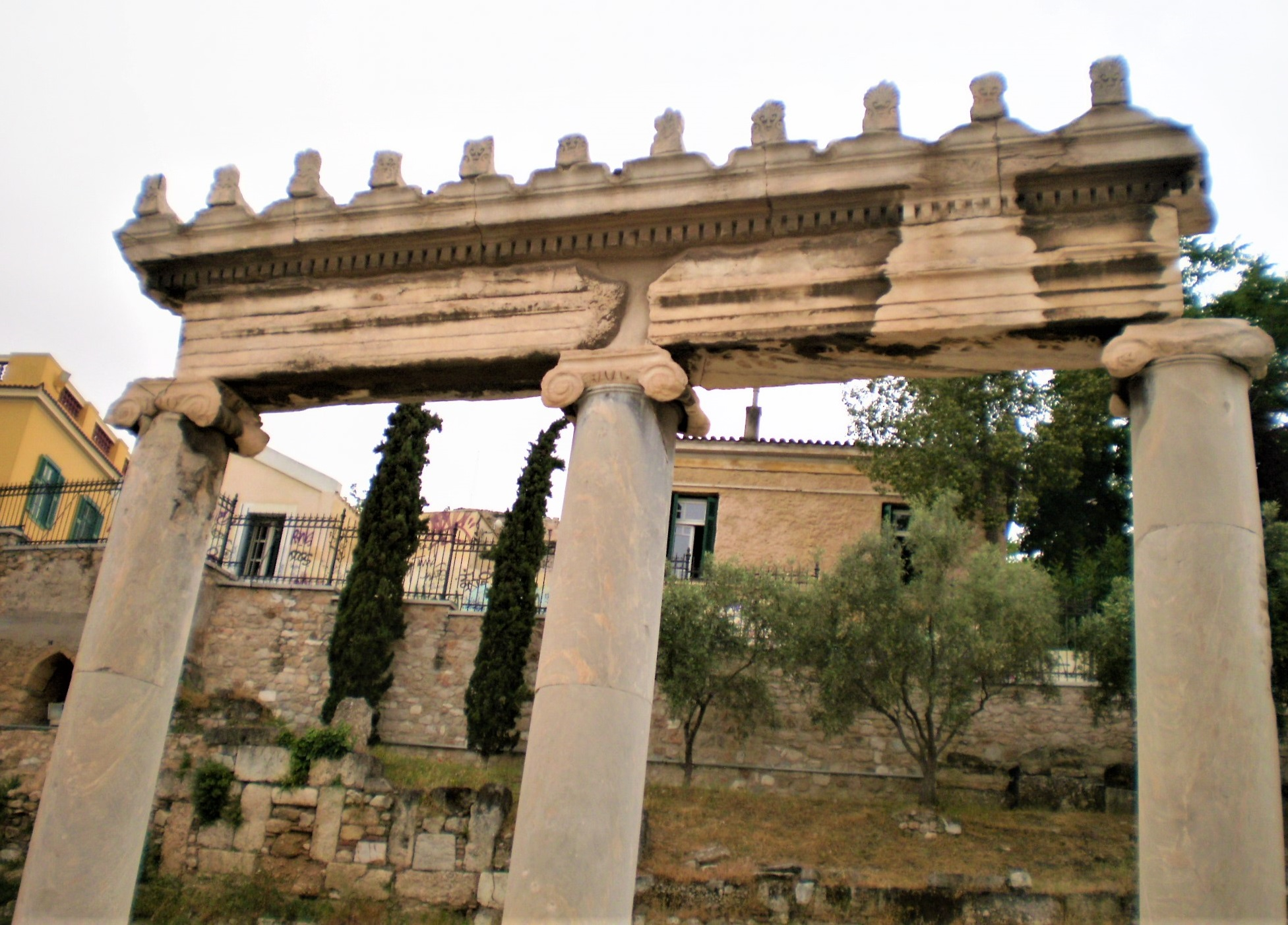
Puerta de Atenea Archegetis (Ágora romano de Atenas).

Mármol pentélico (Pentelikē marmaros Πεντελικὴ μάρμαρος en griego, marmor pentelicum en latín) es una variedad de mármol procedente del monte Pentélico, que por su cercanía a Atenas fue el más utilizado en esa ciudad en las obras de época clásica, como el Partenón (excepto las tejas, que se labraron en mármol de Paros), el Erecteion o los Propíleos de la Acrópolis; y de la época romana, como el monumento de Filopapos. Se siguió usando hasta la época contemporánea, como en la Academia de Atenas. En la actualidad la cantera, considerada un bien cultural protegido, solo se utiliza para las obras de restauración de la Acrópolis. El camino usado desde la antigüedad para el transporte de los bloques de mármol es una bajada continua que sigue la caída natural del terreno, y ha sido investigado por el jefe del proyecto de restauración de la Acrópolis, Manolis Korres.
A diferencia del mármol de Paros (de color completamente blanco y cristales transparentes de mayor tamaño), el mármol del Pentélico, al contener una ligera cantidad de hierro, adquiere en su superficie una sutil pátina dorada por oxidación al quedar expuesto al aire. También se apreciaba en su talla el filo que conservan los cantos, que permite conseguir unas juntas perfectamente ajustadas y unas aristas vivas (las propias de las columnas de orden dórico).
Mineralógicamente es un mármol calcítico fino, cuya granulometría típica es de 0,5 a 1 mm, rara vez llega hasta 2 mm. El color en su estado más puro es blanco, aunque en algunas vetas aparecen colores grises y verdosos. El 98% de su composición corresponde a la calcita (CaO 54,80, resto de carbonatos 43,05), mientras que los demás componentes alcanzan los siguientes valores promedio (en porcentajes en masa): MgO 1,55; SiO2 1,10; Fe2O3 0,14; Al2O3 0,20; K2O 0,09; Na2O 0,04; MnO 0,02.

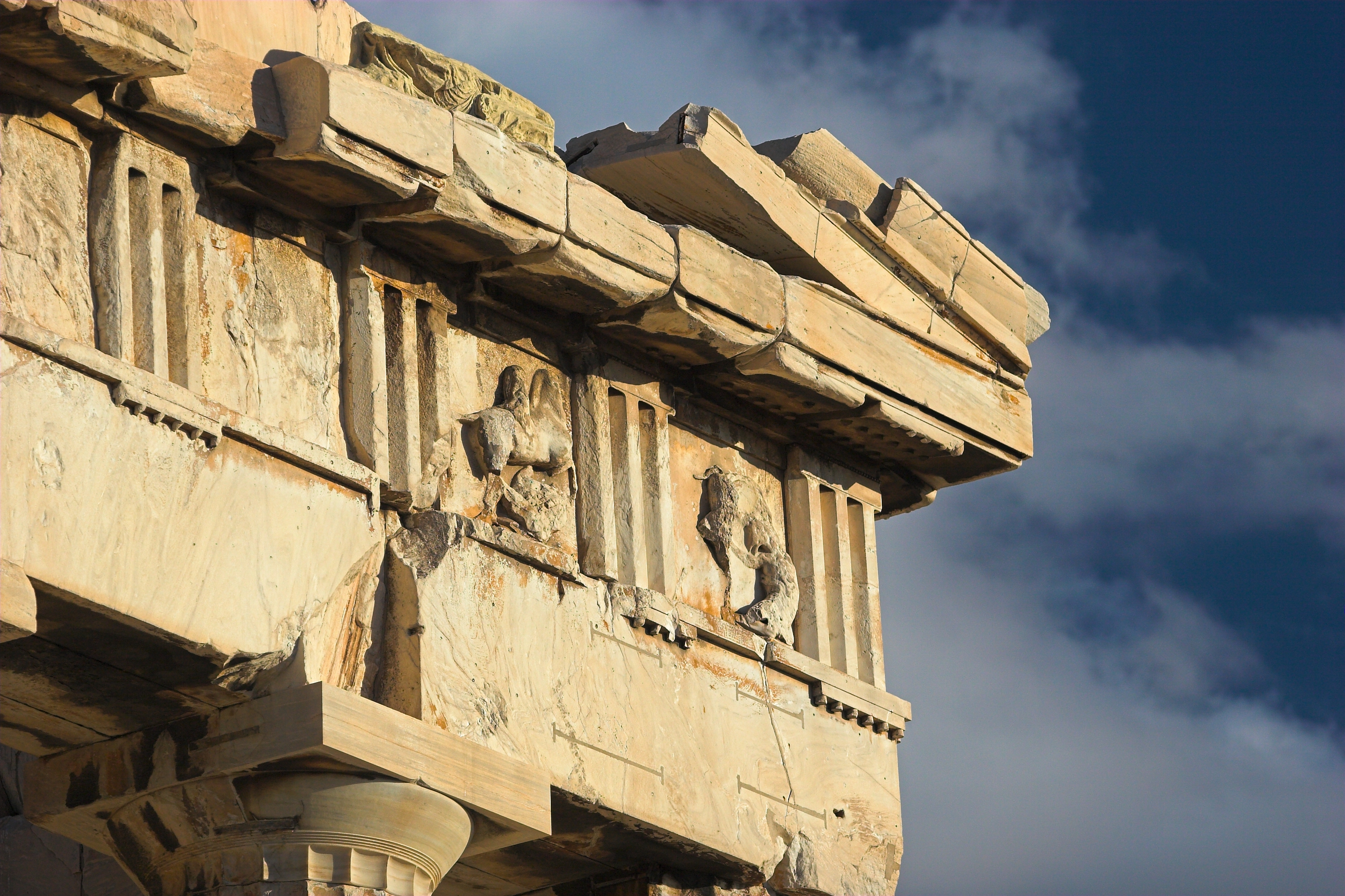
Detalle del Partenón.
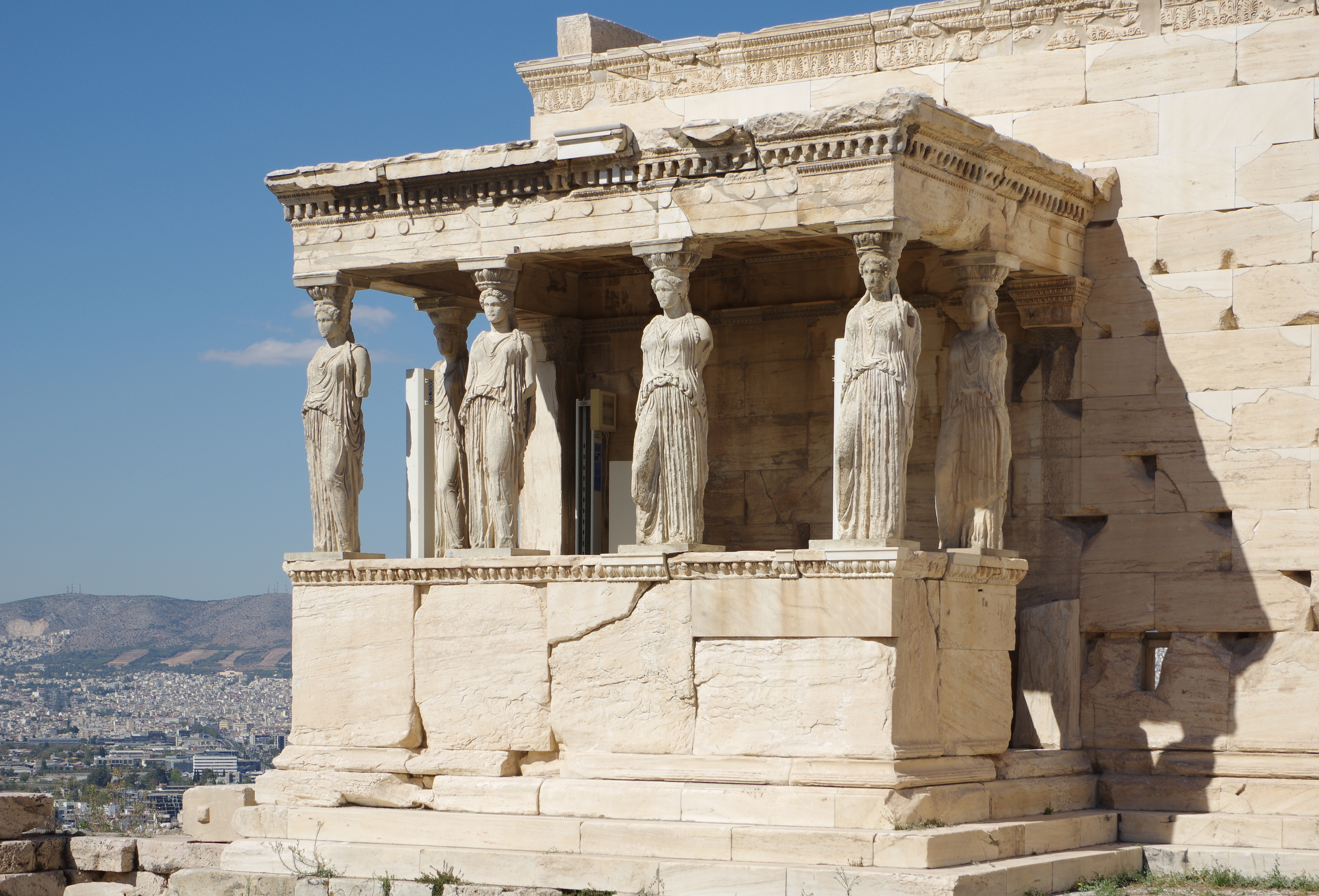
Erecteón.
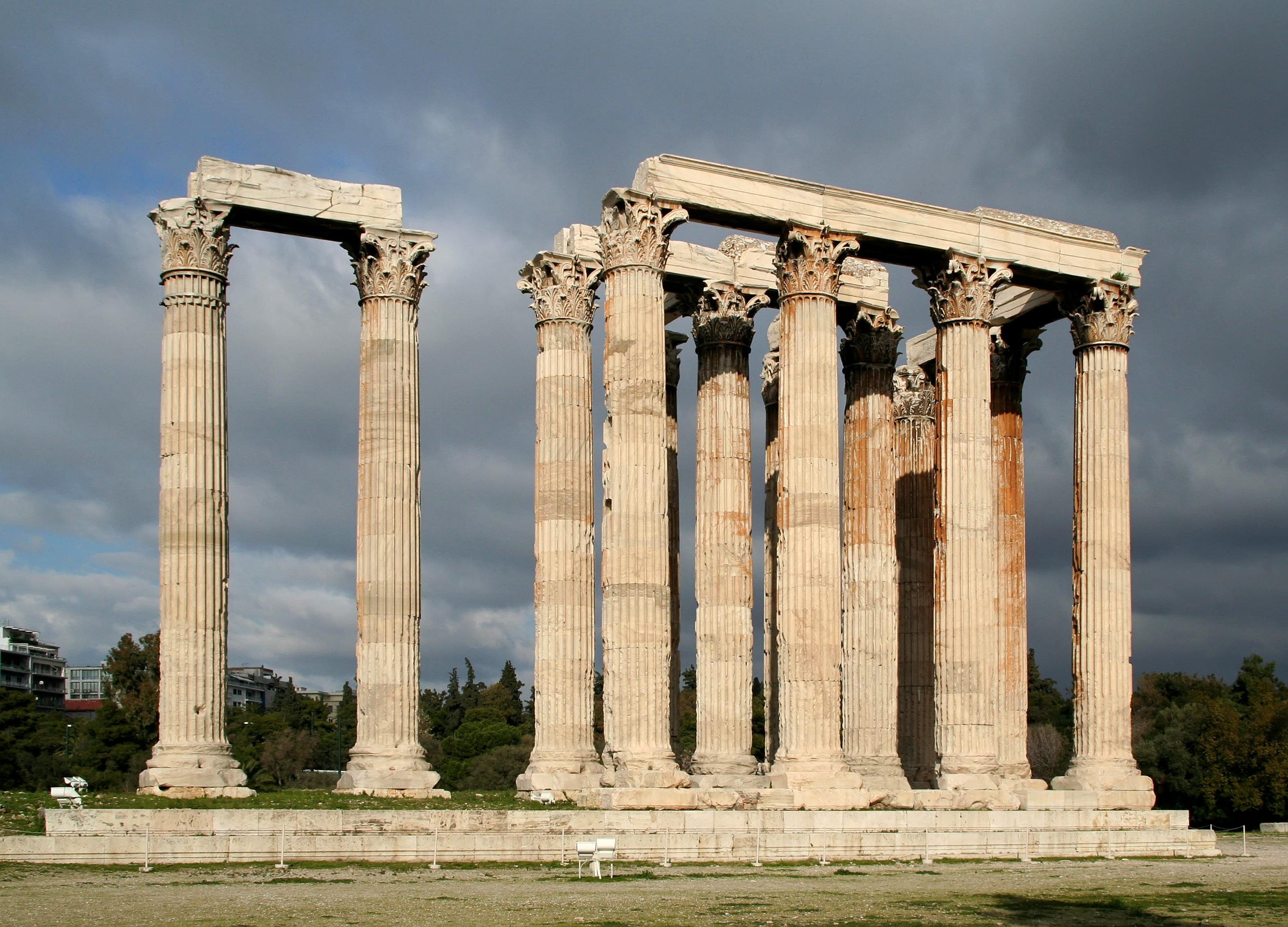
Templo de Zeus Olímpico (Atenas).
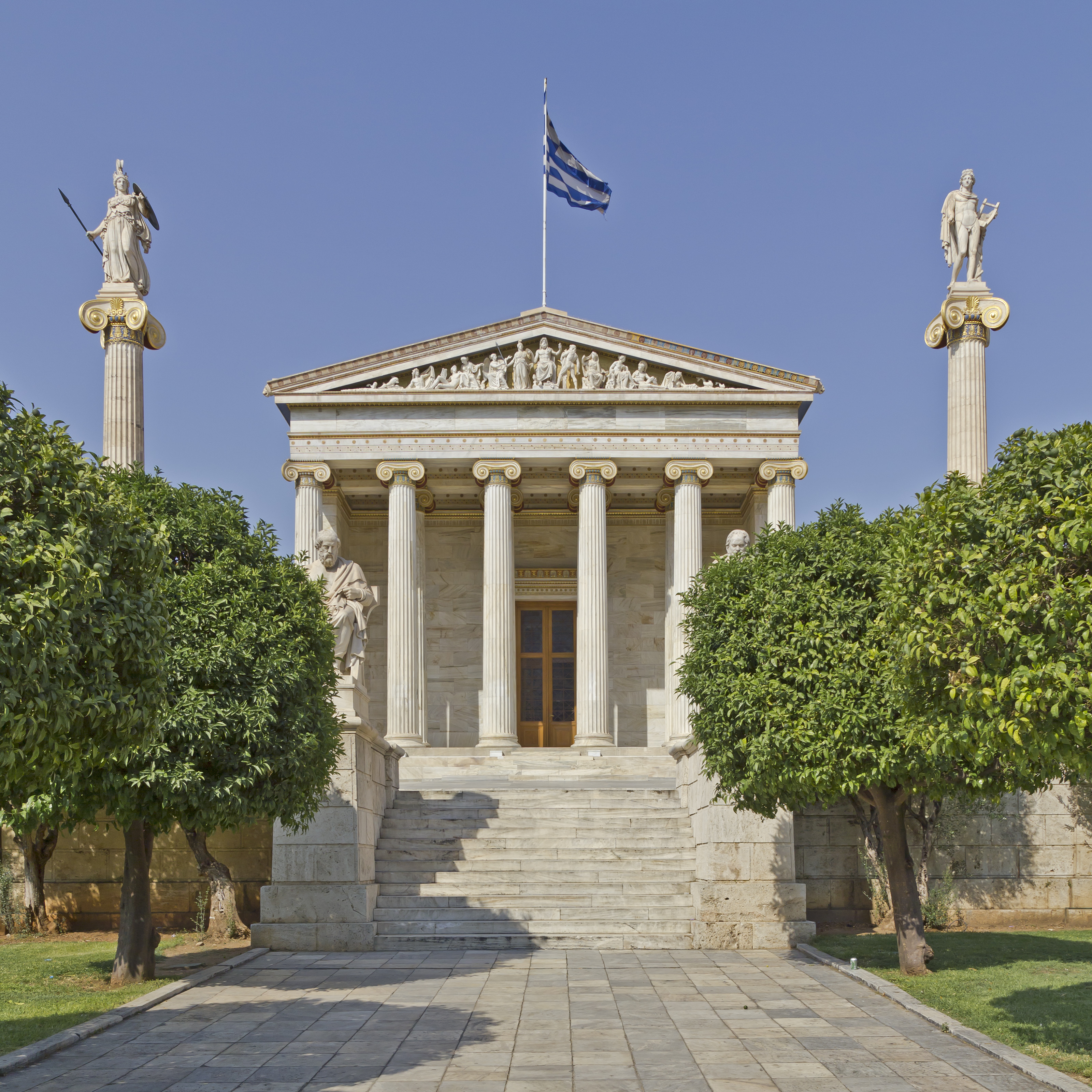
Academia de Atenas.
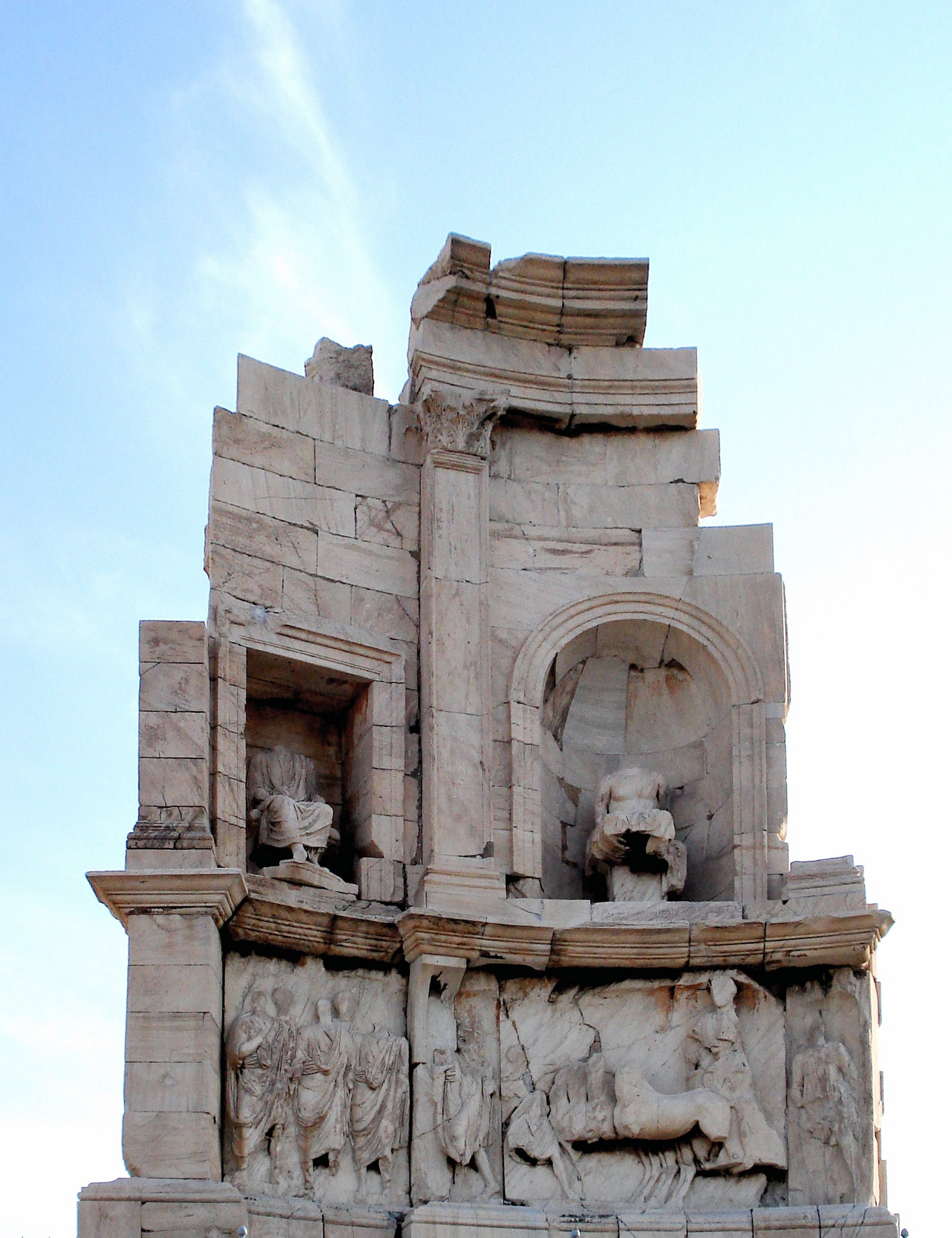
Monumento de Filopapos en Atenas.
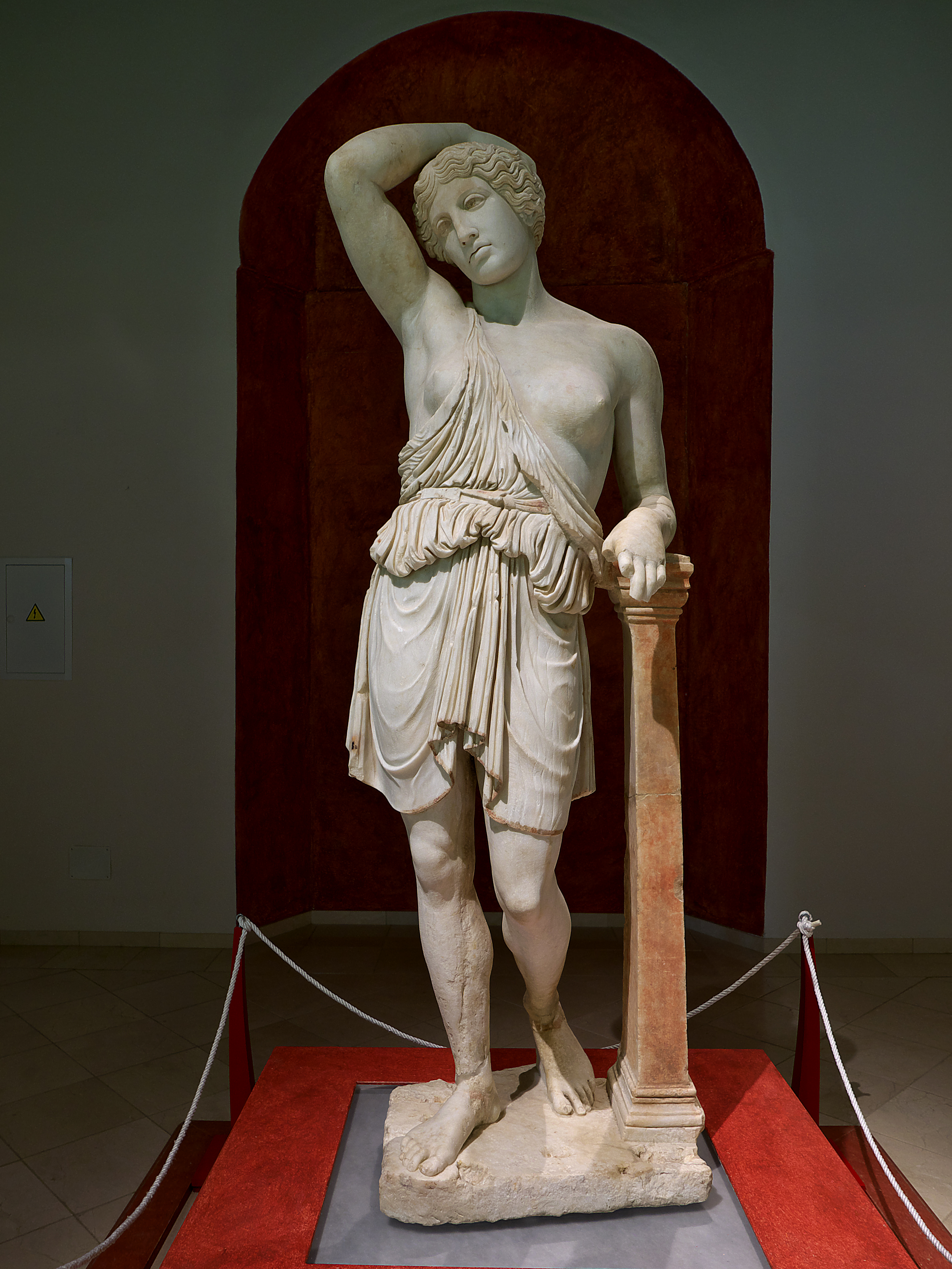
Amazona herida de Écija (España).
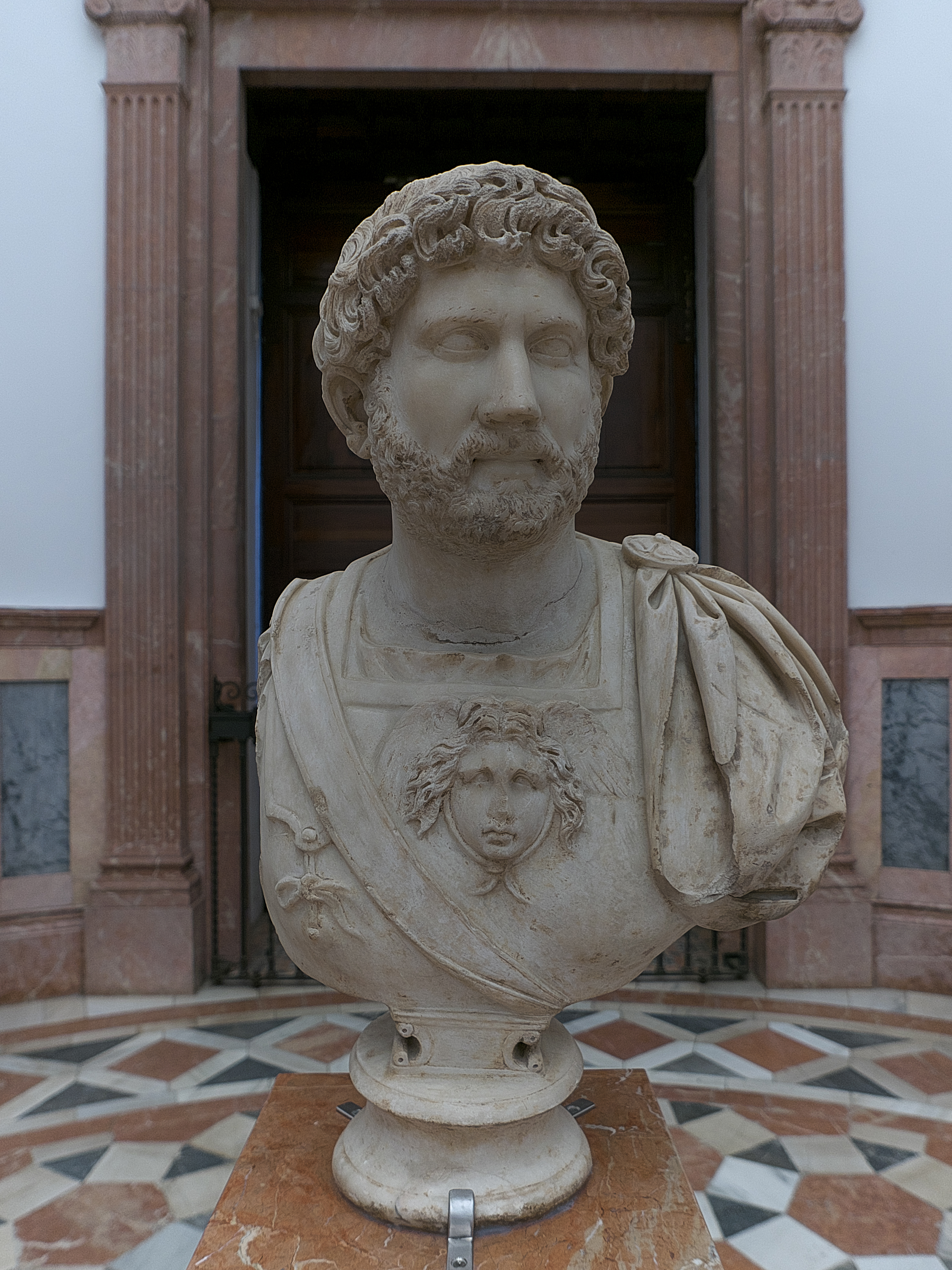
Retrato de Adriano (Itálica).